# Kruhlîk, Kiev-Sveatoșîn
Kruhlîk (în ucraineană Круглик) este un sat în comuna Hotiv din raionul Kiev-Sveatoșîn, regiunea Kiev, Ucraina.

## Demografie
Componența lingvistică a localității Kruhlîk
     Ucraineană (90,46%)
     Rusă (9,23%)
     Alte limbi (0,31%)
Conform recensământului din 2001, majoritatea populației localității Kruhlîk era vorbitoare de ucraineană (90,46%), existând în minoritate și vorbitori de rusă (9,23%).